# Oxana Arkaeva
Oxana Arkaeva, ukrainisch Оксана Ігорівна Аркаєва Oksana Ihoriwna Arkajewa, russisch Оксана Игоревна Аркаева Oxana Igorewna Arkajewa (* um 1967 in der Ukraine) ist eine ukrainische Opern-, Operetten-, Oratorien-, Lied- und Konzertsängerin (Sopran).

## Leben
Die Künstlerin erhielt in ihrem Heimatland die erste musikalische Ausbildung. Nach dem Schulabschluss folgte zwischen 1989 und 1994 ein Studium am Tschaikowski-Konservatorium in Moskau und an der Manhattan School of Music in New York, gefolgt von einem Aufbaustudium am Opernstudio des Opernhauses von Zürich. Dort debütierte sie als Lisabetta in Umberto Giordanos La cena delle beffe, als Sa Femme in Milhauds Le pauvre matelot und als Bubikopf in Ullmanns Der Kaiser von Atlantis. Die Sopranistin wurde 1995 Mitglied des Opernensembles am Stadttheater St. Gallen. Dort sang Oxana Arkaeva u. a. die Partien der Adina in Der Liebestrank und der Eurydike in Orpheus in der Unterwelt.
Von 1996 bis 2001 war Arkaeva an der Oper Frankfurt am Main engagiert. Während dieser Zeit erweiterte sie ihr Rollenrepertoire wesentlich. Sie wechselte vom lyrisch und lyrischen Koloratur-Sopran ins Lirico-Spinto-Fach. An der Frankfurter Oper sang Oxana Arkaeva die Lisa in Pique Dame, Erste Dame in Die Zauberflöte, die Elisabetta in Don Carlos, die Cio Cio San in Madame Butterfly, die Frau Fluth in Die lustigen Weiber von Windsor, die Tatiana in Eugen Onegin etc.
Im Jahr 2003 ging die Sopranistin an das Saarländische Staatstheater in Saarbrücken, wo sie bis 2008 blieb. Dort sang sie viele große Partien ihres Faches, beispielsweise die Jenny in Aufstieg und Fall der Stadt Mahagonny, die Prinzessin Laya in Die Blume von Hawaii oder den Fuchs in Das schlaue Füchslein, die Freia in Das Rheingold und die Jitka in Dalibor.  Von 2009 bis 2015 war sie festes Ensemblemitglied am Theater Ulm. Hier sang sie u. a. als Feldmarschallin in Rosenkavalier, Suor Angelica in der gleichnamigen Oper, Desdemona in Otello, Hanna Glawari in Die lustige Witwe oder als Medea in gleichnamiger Oper. 
Gastauftritte führten Oxana Arkaeva in die USA, nach Dänemark, in die Niederlande, nach Belgien, an das Opernhaus von Graz, Nationaltheater Mannheim, Theater Hof, Oper Bonn, Königliche Oper Kopenhagen, an die Musikbühnen von Augsburg, Münster, Leipzig, Oberhausen u. a. m.
Oxana Arkaeva verfügt über ein breitgefächertes Konzertrepertoire. Dazu gehören die Sopranpartien von Missa solemnis von Ludwig van Beethoven, Stabat Mater von Antonín Dvořák oder die 14. Sinfonie von Dmitri Dmitrijewitsch Schostakowitsch, die Messe St. Cecilie von Charles Gounod.
Die Künstlerin arbeitete mit Dirigenten wie Mark Adam, Bruno Bartoletti, James Allen Gähres, Daniel Oren, Ivan Tösz, sowie mit den Regisseuren Gian Carlo Menotti, Peter Mussbach, Christoph Marthaler, Inga Levant etc.
2008 erwarb die Künstlerin ihr Diplom als Gesangspädagogin an der Hochschule für Musik in Saarbrücken. Seitdem unterrichtet sie in Stimmbildung, Interpretation und Gestaltung im klassischen Gesang.

## Auszeichnungen
- 1. Preis Operalia 94 Internationaler Placio-Domingo-Opernwettbewerb, Mexiko[3]
- 1. Preis Olga Koussewitzki Singing Contest, USA
- 2. Preis s' Hertogenbosch International vocal Competition, Niederlande
- 2. Preis XXII Academia di perfezionamento di arte vocale, Italien

## Diskografie
- Ice and Steel, Label Naxos (2007)